# Suecia en el Festival de Eurovisión de Jóvenes Músicos
Suecia ha participado en el certamen en 13 ocasiones, alzándose con la victoria en 2006.

## Participaciones
| 2020 | Zagreb     | Tekla Nilsson        | CLARINETE    | Festival Cancelado | Festival Cancelado |              |              |
| 2018 | Edimburgo  | Johanna Ander Ljung  | ARPA         |                    | -                  |              |              |
| 2016 | Colonia    | Eliot Nordqvist      | PIANO        | -                  | -                  |              |              |
| 2014 | Colonia    | Albin Uusijärvi      | VIOLA        | 12º                | 12º                |              |              |
| 2012 | Viena      | No participó         | No participó | No participó       | No participó       | No participó | No participó |
| 2010 | Viena      | Mattias Hanskov Palm | CONTRAFAGOT  |                    | 14º                |              |              |
| 2008 | Viena      | Maria Verbaite       | PIANO        |                    | 13º                |              |              |
| 2006 | Viena      | Andreas Brantelid    | VIOLONCHELO  | 1º                 | 7º                 |              |              |
| 2004 | Lucerna    | -                    | -            |                    | -                  |              |              |
| 2002 | Berlín     | -                    | -            |                    | -                  |              |              |
| 2000 | Bergen     | No participó         | No participó | No participó       | No participó       | No participó | No participó |
| 1998 | Viena      | David Sjögren        | VIOLÍN       | 8º                 |                    |              |              |
| 1996 | Lisboa     | No participó         | No participó | No participó       | No participó       | No participó | No participó |
| 1994 | Varsovia   | Malin Broman         | VIOLÍN       | 3º                 |                    |              |              |
| 1992 | Bruselas   | No participó         | No participó | No participó       | No participó       | No participó | No participó |
| 1990 | Viena      | -                    | -            |                    | -                  |              |              |
| 1988 | Ámsterdam  | -                    | -            |                    | 14º                |              |              |
| 1986 | Copenhague | -                    | -            |                    | -                  |              |              |

- Datos: Q15884270